# مورغان روجرز
مورغان روجرز (بالإنجليزية: Morgan Rogers)‏ هو لاعب كرة قدم بريطاني في مركز الهجوم، ولد في 26 يوليو 2002 في Halesowen ‏ في المملكة المتحدة. لعب مع وست بروميتش ألبيون.